# Des Lacs (rivière)
Pour la ville, voir Des Lacs.
Pour les articles homonymes, voir Rivière des Lacs.
La rivière Des Lacs est une rivière d'Amérique du Nord qui traverse les provinces canadiennes de la Saskatchewan.
Son cours se poursuit ensuite aux États-Unis où elle rejoint la rivière Souris dans laquelle elle se jette à la hauteur de la ville de Burlington dans le Dakota du Nord.

## Étymologie
Les premiers habitants de la région étaient les amérindiens Assiniboines.
Son nom lui fut donné par les premiers trappeurs et coureurs des bois français et Canadiens-français dès le milieu du XVIIe siècle.

## Histoire
Pierre-Esprit Radisson qui fut un explorateur et commerçant de fourrures français installé en Nouvelle-France, explora cette région dès le milieu du XVIIe siècle en compagnie de son beau-frère Médard Chouart des Groseilliers. Ils arpentèrent les régions du lac Michigan, du lac Supérieur et arrivèrent ensuite dans le haut bassin des fleuves Mississippi et Missouri.
La rivière traverse le "Parc Des Lacs", "Refuge National de la Faune Sauvage". Le "Service Gouvernemental de la Faune Sauvage et de la Pêche" protège et contrôle ce parc qui recouvre un ensemble de lacs naturels et de marécages dans la vallée de la rivière Des Lacs. Ce parc fournit un asile pour les oiseaux aquatiques et des oiseaux de marais qui migrent à chaque saison.